# Dallara F2 2018
El Dallara F2 2018 fue un monoplaza de automovilismo desarrollado por el constructor italiano Dallara para su estreno en la temporada 2018 del Campeonato de Fórmula 2 de la FIA. El F2 2018 es el segundo monoplaza del campeonato, reemplazando al Dallara GP2/11. Al ser el Campeonato de Fórmula 2 una categoría monomarca, todos los equipos y pilotos tienen que usar este monoplaza.
El coche se ganó la reputación de ser difícil de conducir ya que el motor turbo alimentado requería un toque más delicado en el acelerador que el GP2/11. Las primeras rondas del campeonato de 2018 vieron varios pilotos estancados en la parrilla de salida, lo que provocó algunas críticas sobre el diseño.

## Diseño

### Chasis
El diseño del automóvil incorpora una nariz más baja, un ala trasera más ancha e inferior y un ala delantera más estrecha en comparación con la Dallara GP2/11, ya que la serie adopta normas más estéticas en línea con la Fórmula 1. La cubierta del motor "aleta de tiburón", un panel de fibra de carbono que se extiende hacia atrás desde la cubierta del motor, se mantuvo pero su perfil se redujo. Si bien la mayoría de las piezas mecánicas del monoplaza se desarrollaron específicamente para el F2 2018, el automóvil continuará utilizando los mismos neumáticos, tanques de combustible y frenos que el GP2/11.
El diseño también incluye el halo, un marco en forma de horquilla montado en el cock pit, diseñado para proteger las cabezas de los pilotos de accidentes y de otros deshechos.

### Desarrollo
El F2 2018 pasó por un programa de desarrollo después de su debut, siendo el control de lanzamiento del monoplaza el foco inicial. El software de la unidad de control electrónico se reescribió, presentando un nuevo mapa de aceleración en un intento por evitar que el monoplaza se estanque.
En 2020 se estrenaron llantas de 18 pulgadas, con las cuales Pirelli obtiene información para su incorporación a la Fórmula 1 a partir de 2022.

### Diferencias con su predecesor
|                          | Dallara GP2/11 (2017)               | Dallara F2 2018 (2018-2020)         |
| ------------------------ | ----------------------------------- | ----------------------------------- |
| Motor                    | Mecachrome V8 4.0 L. (Atmosférico)  | Mecachrome V6 3.4 L. (Turbo)        |
| Potencia                 | 612 cv                              | 620 cv                              |
| Reconstruido cada        | 3600-4000km                         | 8000km                              |
| Transmisión              | 6 Velocidades y reversa             | 6 Velocidades y reversa             |
| Velocidad máxima (Monza) | 330 km/h                            | 335 km/h                            |
| Tanque de gasolina       | 125 L.                              | 125 L. (inyección directa)          |
| Longitud                 | 5065 mm                             | 5224 mm                             |
| Amplitud                 | 1800 mm                             | 1900 mm                             |
| Base                     | 3120 mm                             | 3135 mm                             |
| Altura                   | 1072 mm                             | 1097 mm                             |
| Peso (con piloto)        | 688 kg                              | 720 kg                              |
| DRS                      | Si                                  | Si                                  |
| Halo                     | No                                  | Si                                  |
| Frenos                   | 6 pistones Brembo                   | 6 pistones Brembo                   |
| Pastillas de Freno       | Hitco                               | Carbono                             |
| Electrónica              | Magneti Marelli Marvel 8 ECU/GCU    | Magneti Marelli SRG 480 ECU/GCU     |
| Neumáticos               | Pirelli (2 opciones slick y mojado) | Pirelli (2 opciones slick y mojado) |

## PelículaF1
El F2 2018 fue modificado por Mercedes Applied Science para su uso en la filmación de la película F1. Se creó una carrocería estilo Fórmula 1 y se ensanchó y alargó el chasis con espaciadores para imitar los monoplazas de F1 de la era 2022.

## Controversias
El coche se ganó la reputación de ser difícil de conducir, ya que el motor turboalimentado requería un toque más delicado en el acelerador que el GP2/11. Las cinco primeras rondas del campeonato de 2018 vieron a varios pilotos estancarse en la parrilla de salida, lo que provocó críticas al diseño, lideradas por los pilotos Artem Markelov, Lando Norris y George Russell. La Fédération Internationale de l'Automobile, el organismo rector del automovilismo, también expresó su preocupación, y el director de carrera Charlie Whiting examinaba el sistema con regularidad. Sin una solución aparente a los problemas, Norris expresó su preocupación de que el problema del estancamiento finalmente resolvería el título del campeonato de pilotos, mientras que Arjun Maini sugirió que estaba causando un daño irreparable a sus carreras. También se dirigieron otras críticas a los problemas de fiabilidad que impedían a los pilotos comenzar las carreras. El organizador de la serie, Bruno Michel, reconoció que el coche tenía demasiados problemas en su lanzamiento, pero argumentó que la introducción del F2 2018 era necesaria a la luz del obsoleto chasis GP2/11, una opinión compartida por los directores de equipo. La serie introdujo las salidas laminadas como una solución temporal al problema. Los cambios se introdujeron ya que el calendario de 2018 presentaba tres rondas durante tres semanas consecutivas, lo que dificultaba la introducción de una solución duradera. Los pilotos expresaron su decepción con la decisión de utilizar salidas laminadas, pero también señalaron su necesidad por razones de seguridad. Un accidente en la línea de salida de una carrera de Fórmula 3 provocó que Ameya Vaidyanathan, que salía desde la undécima fila de la parrilla, chocara contra el coche parado de Dan Ticktum después de que este se calara, lo que generó temores de que se produjera un accidente similar en la Fórmula 2. Un accidente similar ocurrió en la última ronda de la temporada en Abu Dabi, cuando Nicholas Latifi se caló en la parrilla y Arjun Maini no pudo evitar el impacto. Ambos pilotos salieron ilesos.